# 노라 나바스
노라 나바스(Nora Navas, 1975년 7월 24일 ~ )는 스페인의 배우이다.

## 출연 작품
- 리버타드 (2021)
- 페인 앤 글로리 (2019)
- 폭풍의 시간 (2018)
- 우등시민 (2016)
- 인비저블 알터리 (2015)
- 어웨이팅 (2015)
- 해피 140 (2015)
- 레터 투 에바 (2012)
- 차일디쉬 게임즈 (2012)
- 블랙 브레드 (2010)
- 어바웃 크라잉 (2006)
- 공원의 벤치 (1999)